# Anžela Balachonova
Anžela Anatoliïvna Balachonova (in ucraino Анжела Анатоліївна Балахонова?; 18 dicembre 1972) è un'ex astista ucraina.

## Palmarès

### Mondiali
- 1 medaglia:
  - 1 argento (Siviglia 1999)

### Europei
- 1 medaglia:
  - 1 oro (Budapest 1998)

### Europei indoor
- 1 medaglia:
  - 1 oro (Valencia 1998)